# The Wayz We Were
«The Wayz We Were» (укр. «На таких шляхах ми були») — четверта серія тридцять третього сезону мультсеріалу «Сімпсони», прем'єра якої відбулась 17 жовтня 2021 року у США на телеканалі «Fox».
Повторний показ серії 26 грудня 2021 року був присвячений пам'яті екссценариста і продюсера «Сімпсонів» Френка Мула, який помер 17 грудня у віці 71 року.

## Сюжет
На Еверґрін Террас довгий дорожній затор, від якого всі мешканці району нещасні. Коли Мо стоїть у заторі, то помічає позаду знайомий бордовий автомобіль зі свого минулого.
Затор спричинений мобільним навігаційним додатком. Мардж скликає зустріч сусідів, однак ті звинувачують у всьому Сімпсонів.
Тим часом Мо виявляє, що автомобіль, що стояв за ним у заторі, належить його колишній дівчині Маї (серія «Eeny Teeny Maya Moe»). Пара знову закохується одне в одного, але Мо переживає, що Мая може знову кинути його, як і будь-яка інша його дівчина в його житті.

З Гомера роблять кумира

Після ненависті сусідів, Гомер сам іде до професора Фрінка, і той цифрово знімає Еверґрін Террас як вулицю з усіх дорожніх карт. Це припиняє великий рух на цій вулиці. Мешканці району вітають Гомера як героя, хоча він швидко дратується від їхніх похвал.
Відчуваючи емоційний біль, Мо ховається у будинку на дереві Барта. Гомер переконує його, що Мая кохає його і ніколи не покине його. Він пропонує Мо освідчитись Маї.
Повернувшись додому Мо виявляє, що Мая збирає речі, щоб знову піти. Допоки не надто пізно Мо наважується освідчитись коханій, і вона погоджується.
У фінальній сцені Мо намагається піти з Майєю на вечерю до Луїджі за безкоштовним купоном, але термін дії квитка закінчився.

## Виробництво
Сцена на дивані виконана у стилі лялькової анімації студією «Stoopid Buddy Stoodios», яка розробила серіал «Crossing Swords» (укр. «Схрестивши мечі») для спорідненої платформи «Hulu». Сценаристом сцени є Том Рут, а режисером — Джон Гарватін IV.

## Ставлення критиків і глядачів
Під час прем'єри серію переглянули 1,51 млн осіб з рейтингом 0.5, що зробило її найпопулярнішим шоу на каналі «Fox» тієї ночі.
Тоні Сокол з «Den of Geek» дав серії дві з половиною з п'яти зірок, сказавши, що «це прохолодний епізод, який лише трохи підігрівають пісні. Водночас, це солодка серія, який досліджує найпотаємніші негаразди Мо, але вона не доводить його до кипіння, а тим більше до закипання».
Маркус Ґібсон із сайту «Bubbleblabber» дав серії оцінку 7,5/10, сказавши, що «загалом, серія не так дратувала… Це смішний і душевний епізод, який у центр уваги ставить розвиток персонажа Мо».
Згідно з голосуванням на сайті The NoHomers Club більшість фанатів оцінили серію на 3/5 із середньою оцінкою 2,74/5.